# Velázquez (stacja metra)
Velázquez – stacja metra w Madrycie, na linii 4. Znajduje się w dzielnicy Salamanca, w Madrycie i zlokalizowana jest pomiędzy stacjami Goya i Serrano. Została otwarta 23 marca 1944.